# Ghiacciaio Bradford
Il ghiacciaio Bradford (in inglese Bradford Glacier) (65°51′S 64°18′W) è un ghiacciaio situato sulla costa di Graham, nella parte occidentale della Terra di Graham, in Antartide. Il ghiacciaio, il cui punto più alto si trova 1.033 m s.l.m., fluisce verso nord a partire dal monte Dewey, fino ad unire il suo flusso a quello del ghiacciaio Comrie.

## Storia
Il ghiacciaio Bradford è stato mappato dal British Antarctic Survey, che all'epoca si chiamava ancora Falkland Islands and Dependencies Survey, nel 1956-57, grazie a fotografie aeree scattate dalla Hunting Aerosurveys Ltd. Il ghiacciaio è stato poi così battezzato nel 1960 dal Comitato britannico per i toponimi antartici in onore di Samuel C. Bradford (1878—1948), documentarista inglese pioniere e sostenitore dei servizi di divulgazione scientifica.